# Танки в Міжвоєнний період
Інтербелум (1918—1939) став періодом пошуку оптимальних рішень у конструкції й засадах застосування танків. Танки еволюціонували передусім у бік вищої маневровості та ефективнішого компонування з гарматним озброєнням в обертових баштах. 
Військовики та дослідники за досвідом Першої світової війни розробляли теорії щодо майбутніх війн. Хоча країни-переможці війни переважно відкинули перспективні напрацювання маневрової війни, заснованої на бронетехніці, ці ідеї втілила нацистська Німеччина в концепції бліцкригу. Ці передові способи ведення бойових дій дозволили Німеччині окупувати Польщу, Францію та значну частину СРСР у ході Другої світової.

## Перші повоєнні роки
Хоча танки показали свою дієвість на полі бою в останній рік Першої світової війни, їхнє значення не вважали за вирішальне. Після війни країни почали скорочувати власні танкові підрозділи та припиняти замовлення на нові машини. Німеччина не мала права на будь-які танки, США практично відкинули цей вид техніки, а Франція після війни залишилась із понад 3 тисячами Renault FT і не потребувала нових машин, тому першість щодо розроблення танків залишалась за Великою Британією. Основним розробником і виробником стала компанія Vickers («Вікерс»), а створений нею дешевий і надійний Vickers Medium був фактично єдиним відносно масовим танком 1920-х, хоча їх було виготовлено всього близько 160 одиниць.

## Історія
З середини 1920-х із Великої Британії почалось поширення надзвичайно легкої бронетехніки, яка приваблювала країни своєю дешевизною та простотою. Така техніка, представлена танкетками й кулеметними легкими танками, давала змогу проводити навчання та була загалом кращою за повну відсутність будь-якої бронетехніки. Першою стала британська танкетка Carden-Loyd вагою 1,5 тонни, яка й задала цю тенденцію. Її аналогами стали італійські L3, польські TK і радянські Т-27. Кулеметні танки Carden-Loyd / Vickers також закупляли та наслідували різні країни в першій половині 1930-х: британські Mk VI, радянські Т-37 і Т-38, французькі AMR 35, німецькі Panzer I і японські «Тип 94». На початку 1930-х почав з'являтись новий різновид легких танків з гарматним озброєнням калібру 37—47 мм, проміжний між тогочасними легкими та середніми. Першим набув поширення британський Vickers 6-ton, створений 1930 року, який активно закупляли та копіювали інші країни, зокрема, на його основі було розроблено радянський Т-26 і польський 7TP. Іншими подібними танками були шведський Strv m/31 і чехословацький LT vz. 35. Швидкісні танки, як радянські БТ та британські Cruiser Mk IV (A13), дехто відносить до цього типу, а дехто до середніх.

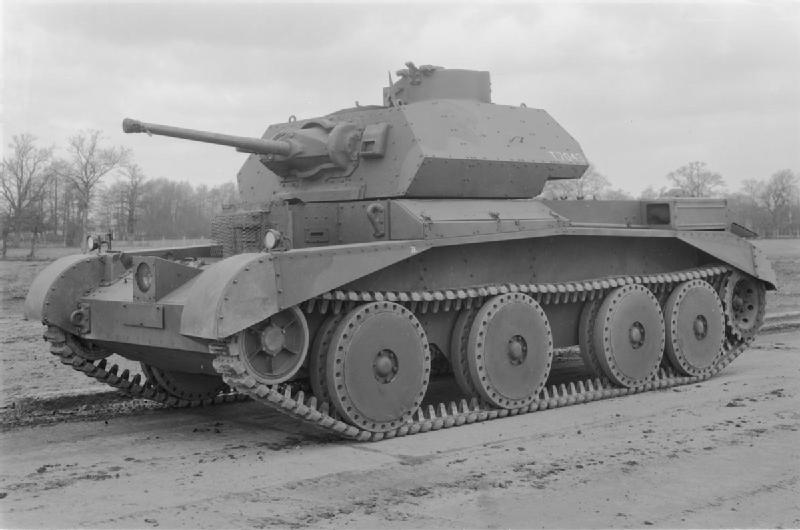
Cruiser Mk IV

У середині 1930-х країни почали нарощувати власні збройні сили. У Великій Британії танки поділили на піхотні, крейсерські та легкі. Піхотні танки (переважно Matilda II та Valentine) мали важке бронювання (60—78 мм), низьку швидкість і були призначені для щільної взаємодії з піхотою. А крейсерські (Mk I, II, III, IV і V), навпаки, мали високу швидкість і передбачались для розвинення вже створеного прориву оборони. Спільною проблемою обох типів було слабке озброєння, що обмежувалось 40-міліметровими QF 2-pounder, нездатними ефективно боротись навіть з протитанковими гарматами. Легкі танки, як Mark VI, які складали значну частку британського танкового парку, мали лише кулеметне озброєння та застаріли ще до початку Другої світової.
У Франції, яка в 1920-ті оперувала Renault FT і практично не розробляла нової техніки, в 1930-ті з'явились кілька різновидів танків. Основу армії склали легкі танки супроводу піхоти R35, FCM 36 та H35, що ідейно наслідували FT і застосовувались безпосередньо з піхотою. До важких танків для підтримки піхоти належали B1, оснащені 60-мм лобовою бронею, 75-мм гарматою в корпусі та 47-мм в башті. Також Франція мала кавалерійські танки різних типів: від кулеметних розвідувальних до повноцінних середніх танків, як SOMUA S35. Цей танк був один із найкращих для свого часу, маючи 47-мм гармату, 40—56-мм лобову броню й достатньо високу швидкість до 40 км/год. Французькі танки мали загалом краще озброєння та броню, ніж німецькі, але однією з їхніх головних проблем було перевантаження екіпажу різними задачами: наприклад, у B1 та S35 командир перебував у башті один і мав не лише командувати танком, але й одноосібно виявляти цілі та вести вогонь.
Першим масовим танком СРСР став Т-18, заснований на Renault FT й виготовлений у кількості понад 900 одиниць протягом 1928—1931 років. На самому початку 1930-х одночасно відбувались спроби створення власного середнього танка Т-24 і закупівля іноземних зразків, серед яких Vickers Medium Mk II, Vickers 6-ton, танкетки Carden-Loyd і дослідний M1931 конструкції Джона Крісті. Ці дослідження заклали нові принципи в конструкції та застосуванні танків, не засновані на досвіді Першої світової. Т-24 вийшлов невдалим, натомість на основі закуплених зразків було створено та розпочато масоване виробництво Т-26, БТ, Т-27 і Т-37. Наймасовіший зі швидкісних танків БТ-7 мав довгоствольну 45-мм гармату, швидкість до 53 км/год по шосе та броню до 22 мм. Досвід війни в Іспанії (1936—1939) показав необхідність у потужнішому бронюванні, яке привело до появи перших прототипів майбутнього Т-34.
Німеччина за Версальським договором не мала права на власні танки, однак із 1926 року в суворій секретності було створено низку дослідних зразків, як Leichttraktor, Grosstraktor і Neubaufahrzeug, які тестували на полігоні в СРСР. З приходом до влади 1933 року, нацисти розпочали стрімку мілітаризацію країни. Для бліцкригу була потрібна передусім велика кількість достатньо швидких танків, а тому замість виробництва на основі наявних прототипів, було постановлено створити з нуля родину нових машин. Так у середині 1930-х з'явились легкі танки Panzer I та Panzer II. Хоч їхня броня та озброєння були заслабкими, вони були надзвичайно важливими для набуття виробничого досвіду, тренування армії та першого бойового застосування. Основною ударною силою мали стати Panzer III з довгоствольними 37-мм та Panzer IV з короткоствольними 75-мм гарматами. Їхнє масове виробництво розпочалось 1939 року. Після окупації Чехословаччини 1939 року Німеччина також отримала кілька сотень танків LT-35 і виробничі потужності для новітніх LT-38.
Японія виготовляла доволі велику кількість танків. Середній «І-Ґо» став першим у світі серійним танком із дизельним двигуном, і надалі цей вид двигунів став основним у японській армії. Легкий «Ха-Ґо» був одним із найкращих танків на момент своєї появи в середині 1930-х і добре проявив себе в японсько-китайській війні. Втім, командування вважало танки винятково засобом підтримки піхоти, тому в боях на Халхин-Голі японські танки програвали радянським БТ. Перед Другою світовою з'явився головний японський танк «Чі-Ха», але в ході війни японська техніка вже серйозно відставала від сучасників через недостатнє бронювання та озброєння.
Іншими країнами, які в Міжвоєнний період серійно виготовляли танки, були Чехословаччина (LT-34, LT-35, LT-38), Італія (L6/40, M11/39), Польща (7TP) та Швеція (L-60). Натомість, США їх практично не виготовляли через брак бюджету та ізоляціонізм. Дослідні зразки з'являлись, але не цікавили військове керівництво: наприклад, приватний підприємець Джон Крісті неодноразово пропонував армії свої передові напрацювання, але вони отримали визнання тільки в СРСР (серія БТ), Польщі (10TP) та Великій Британії (Cruiser Mk IV та наступники). З 1930-х розпочалась розробка нової техніки, але серійні гарматні танки в невеликій кількості з'явились лише 1939 року, це були легкий M2A4 та середній M2, причому останній уже на момент появи був безнадійно застарілий.

## Поява доктрин механізованої війни
Упродовж міжвоєнного періоду розвивались не лише самі танки, але й доктрини їх застосування. Хоча країни переважно скорочували свої танкові війська, деякі офіцери та аналітики на досвіді війни створювали новітні концепції застосування бронетехніки. Офіцер британського Танкового корпусу Джон Фуллер у своєму «Плані 1919» передбачав прорив середніх танків на флангах вузького фронту, знищення ними командних центрів і дезорганізацію ворожої оборони. Аналітик Безіл Ліддел-Гарт погоджувався з ним щодо тактики, однак був прихильником гнучких непрямих дій та механізації піхоти. У Франції Шарль де Ґолль просував ідею професійних збройних сил, збудованих навколо танкових дивізій, моторизованої піхоти та авіаційної підтримки. Втім, прогресивні ідеї не дуже цікавили військові керівництва у Великій Британії та Франції, причому французьке командування створило повністю оборонну доктрину навколо лінії Мажино, в якій танки, хоч і вважались важливими, вважались засобами безпосередньої підтримки піхоти.

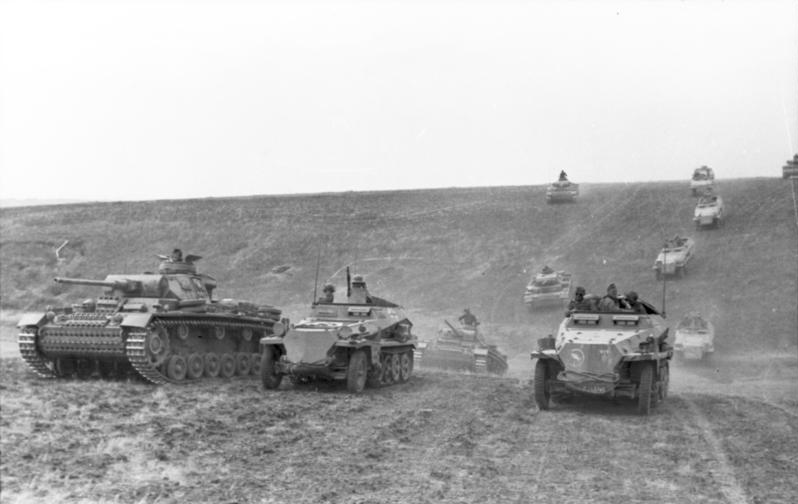
Наступ Панцерваффе: танки Pz III та механізована піхота на бронетранспортерах Sd Kfz 251(Україна, 1942 рік)

Локарнські домовленості наприкінці 1925 року змусили британське керівництво нарешті задуматись про мобільні війська, оскільки вона мала б допомагати або Франції, або Німеччині в разі агресії. 1927 року там було створено Експериментальні механізовані сили (англ. Experimental Mechanized Force), які перевіряли ідеї Фуллера та Ліддела-Гарта на практиці. Результати навчань цього з'єднання показали, що агресивні превентивні дії могли бути ефективніші за оборону, що могло надихнути тоталітарні країни до нападу. Самі британці, хоч і мали такі передові напрацювання, так і не запровадили їх в армії належним чином.
Німеччина після війни прагнула до пошуку інновацій у військовій справі. Не маючи бронетехніки, німці передусім працювали над теорією її застосування. Так, одним із головних теоретиків механізованої війни став Гайнц Ґудеріан, який досліджував роботи Фуллера, Ліддела-Гарта, де Ґолля та інших, розвинувши їхні ідеї до концепції бліцкригу. Він зробив ставку на мобільні танкові дивізії (нім. Panzerdivision), здатні діяти незалежно від повільніших сил і завдавати ударів по флангах і тилу. Початково танкові бригади були подібні до британських, однак Ґудеріан ввів до них розвідувальні підрозділи, бронетранспортери, польову та протитанкову артилерію. Так з'явились з'єднання, здатні діяти майже повністю самостійно, потребуючи лише авіації для розвідки та підтримки з повітря. В СРСР також існували прогресивні ідеї, як теорія глибоких операцій Володимира Тріандофіллова й Михайла Тухачевського, але сталінський Великий терор з 1937 року знищив практично все радянське військове командування, а ці ідеї, асоційовані з репресованими офіцерами, стали непопулярні.
1936 року в Іспанії розпочалась громадянська війна. СРСР та Німеччина прагнули випробувати власну техніку й тактики її застосування на практиці. Перша суттєва танкова битва відбулась у жовтні 1936, коли до 50 танків під командуванням Дмитра Павлова атакували кінноту націоналістів, намагаючись відтворити британську теорію. Хоч кіннота не мала шансу проти танків, швидко викрились і головні проблеми: танки виривались вперед і без підтримки піхоти не могли ефективно утримувати позиції та залишались без пального. Німецькі Pz I та Pz II були слабшими за радянські танки, а до того ж їхня незначна кількість не давала можливості полковнику Вільгельму фон Томі застосовувати бронетехніку за підходами Ґудеріана. Втім, попри критику, Панцерваффе вдалось зберегти та створити нові дивізії. В СРСР за результатами війни зробили висновки не на користь мобільних танкових підрозділів, хоча їх не відкинули повністю: в битві на Халхин-Голі (1939) Георгій Жуков використав мобільну танкову бригаду для заходу в тил, чим забезпечив перемогу.